# THE IDOLM@STER LIVE in SLOT!
- セガサミーホールディングス > サミー > THE IDOLM@STER LIVE in SLOT!
- アイドルマスターシリーズ > THE IDOLM@STER LIVE in SLOT!

「THE IDOLM@STER LIVE in SLOT!」（アイドルマスター ライブインスロット!）は、2012年7月に発売されたサミーのパチスロ機（5号機）である。保通協における型式名は「アイドルマスターライブインスロットZ」。

## 概要

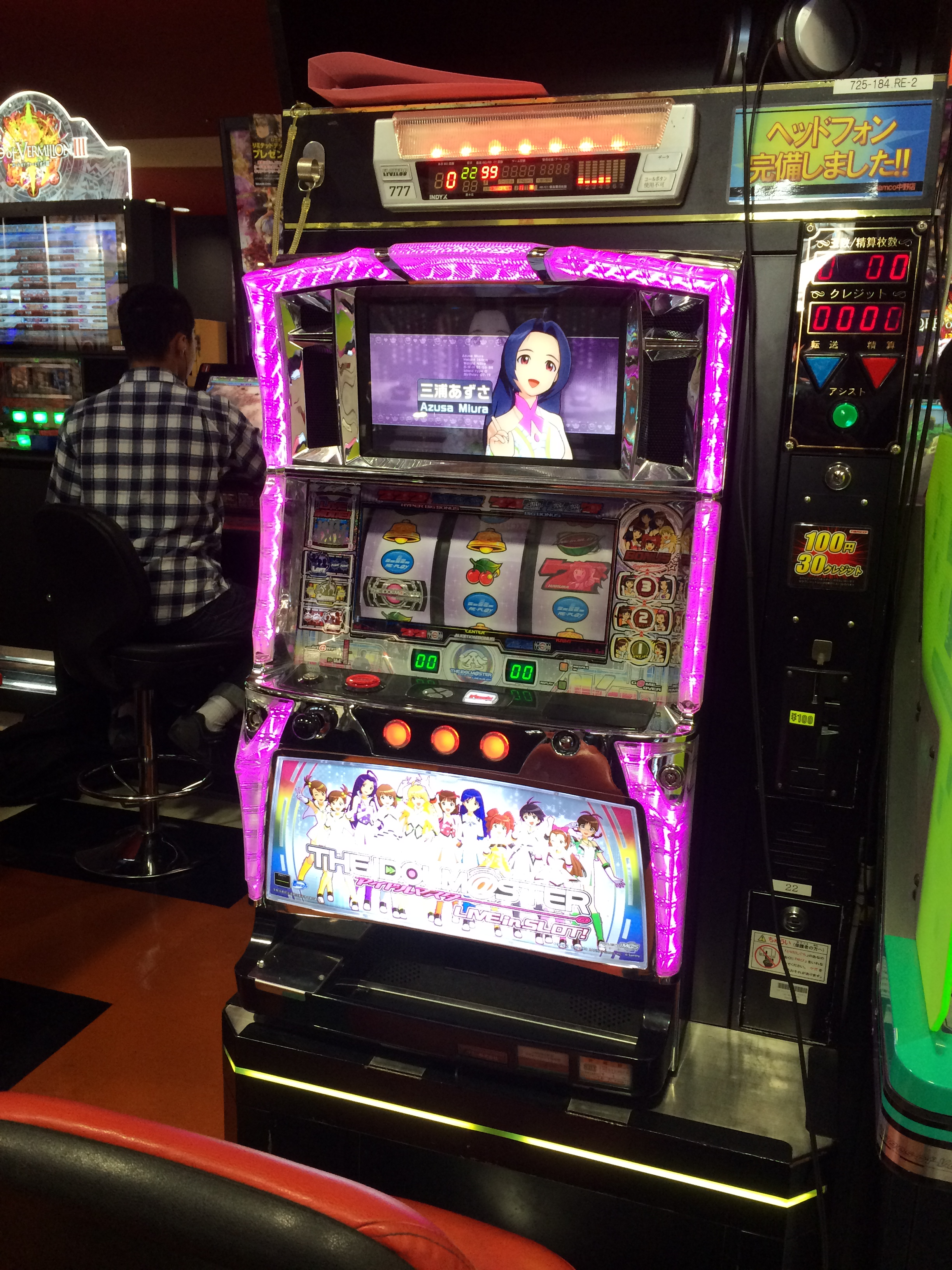
筐体

Xbox 360版「THE IDOLM@STER」をモチーフとしたパチスロ機で、原作の特徴であるアイドルをプロデュースする、というゲーム性を携帯連動機能の「マイスロ」を使用することで再現している。マイスロを使用することで通常からART中にいたるまで選択したアイドルでプレイ&カスタムが可能になる。カスタムパターンはパチスロ史上最大となる約5000億通り。

## ゲームシステム

### ボーナス
ボーナス合成確率は設定1で約1/149、設定6で約1/124と当たりやすくなっている。
HYPER BIG BONUS
同色７揃い、348枚を超える払い出しで終了（純増約270枚）。ボーナス消化中にBAR図柄が揃えばARTストックが確定する。
BIG BONUS
異色７揃い、252枚を超える払い出し、またはREG BONUS当選で終了（純増最大198枚）。ARTストック抽選は各ゲームごとに行われる。またボーナス消化中はREG BONUSの抽選も行われていて、REG BONUS成立時（BIG BONUSパンク時）はフリーズが発生する。
REG BONUS
７-７-BAR揃い、8ゲームで終了（純増0〜104枚）。
ART中（準備中を含む）以外に成立したREG BONUSは「AUDITION BONUS」となり、各ゲームで6択の押し順当てに挑戦する。押し順正解で15枚・不正解で2枚の払い出しとなる。ボーナス終了時の結果が下記の場合ARTストックが確定し、これ以外の場合は押し順の正解数に応じて抽選を行う。
- 5ゲーム以上の押し順正解
- 全ゲーム押し順不正解（押し順ナビ発生時はそれに従っていることが条件）
- ベル以外の小役が成立
- BIG BONUS中に成立したREG BONUS（5ゲーム目まで押し順ナビが発生する）

ART中（準備中を含む）に成立したREG BONUSは「EXTRA LIVE BONUS」となり、全ゲームで押し順ナビが発生するため必ず104枚獲得でき、ARTストックを1個獲得する。ただしARTストック抽選はベル以外の小役が成立した時のみとなる。

### ART
1セット30ゲーム、純増0.8枚の完走型ARTを搭載した「パチスロ版ライトミドルスペック」となっている。　また、ごく希にストック上乗せとなるBAR揃いが1/1.5で成立する20ゲームのART「マスターラッシュ」もある。

## 登場キャラクター
本作はXbox 360版がベースとなっているため、登場キャラクターのデザインなどもそれに準じている。そのため社長は初代の高木順一朗となっており、我那覇響・四条貴音は登場しない。ただし、萩原雪歩の声は『2』以降の浅倉杏美となっている。

## マイスロ
本作ではマイスロをすることでキャラクターを選択することができ、通常時・ボーナス中は選択したキャラ専用の演出となり、ART中では衣装や楽曲をカスタムした状態で遊技が可能、また各キャラクター専用のエンディングも用意されている。
カスタムは携帯電話・スマートフォンかパチスロ機内のどちらでも出来るようになっている。

## 収録楽曲
- 私はアイドル♡
- I Want
- キラメキラリ
- Do-Dai
- ふるふるフューチャー☆
- relations
- Kosmos, Cosmos
- My Best Friend
- 思い出をありがとう
- 目が逢う瞬間
- THE IDOLM@STER
- GO MY WAY!!
- shiny smile
- 神さまのBirthday
- Colorful Days
- MEGARE!
- my song
- We Have A Dream

## 参考資料
- 『パチスロ必勝ガイド』2012年9月号（ガイドワークス）